# 佐賀県立博物館
佐賀県立博物館（さがけんりつはくぶつかん）は、佐賀県佐賀市城内にある県立の総合博物館である。佐賀県立美術館とは通路で接続する。

## 設立の経緯・運営
1951年（昭和26年）に開館し1960年（昭和35年）に博物館法上の博物館として登録された「佐賀県文化館」（現在の徴古館・佐賀市松原）が実質的な前身。その後、明治百年記念事業として佐賀県が1967年（昭和42年）に計画を作成、1970年（昭和45年）10月14日に開館した。この場所は江戸期における佐賀城の三の丸跡であり、建設前は佐賀大学教育学部の跡地となっていた。当初は美術館としての役割も兼ねていたが、1983年（昭和58年）に佐賀県立美術館が開館したことでその機能は移された。
佐賀県立美術館と一体運営されており、館長をはじめ、運営機構は同一である。両館の差異や県立の他の博物館との棲み分けなどについては議論もある。なお、住所も同一である。

## 主な収蔵品
佐賀県の歴史と文化テーマとするが、収蔵品の分野は自然史、考古、歴史、美術、工芸、民俗の多岐に亘る佐賀県の総合的な博物館である。2014年3月末時点で収蔵品の点数は約9,000点である。

### 常設展示「佐賀県の歴史と文化」
- 地質 - 県の主な岩石・鉱物や生物化石を展示。屋外にも岩石の展示がある[6]。展示室の入り口にあるティラノサウルスの生体模型は、国立科学博物館に展示されていた模型で、1970年の開館時に佐賀中央ライオンズクラブ・佐賀葉がくれライオンズクラブから寄贈された[7]。現代の観点からは古い復元像だが、展示内容が2015年にリニューアルされた後も、研究文化の意義を評価されてなお残っている。
- 生物 - 県の植物・昆虫・野鳥、有明海の干潟に生息する生物について展示[6]。
- 考古・歴史 - 出土品や古文書・絵図、古い美術工芸品などを展示し、旧石器時代から近代までの県史を解説する。桜馬場遺跡や吉野ヶ里遺跡の出土品（ともに国の重要文化財）など、県内の文化財を多数所蔵[8]。
- 肥前刀 - 江戸期に佐賀城下で興隆した日本刀「肥前刀」の名品を展示[9]。
- 民俗 - 有形民俗文化財などの県の民具を展示[10]。

### アラカシ広場
1967年（昭和42年）に有田町で出土した縄文時代のアラカシの実が発芽し育てられた「縄文アラカシ」の森。周囲には佐賀城の記石、古い石灯篭などの品も展示されている。
ギャラリー

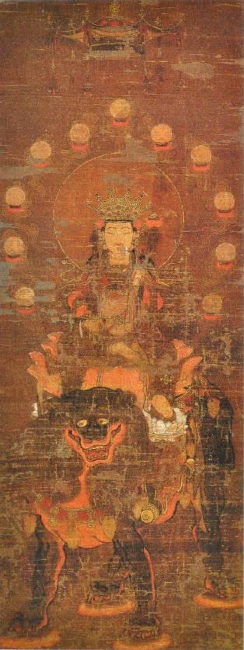
絹本著色八字文殊菩薩騎獅図。誕生院に伝わる文殊菩薩の絵図。
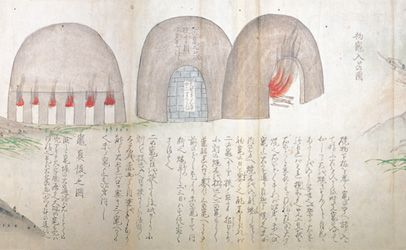
肥前国産物図考・焼物大概。相知町・押川窯における唐津焼陶器の生産を描いたもの。
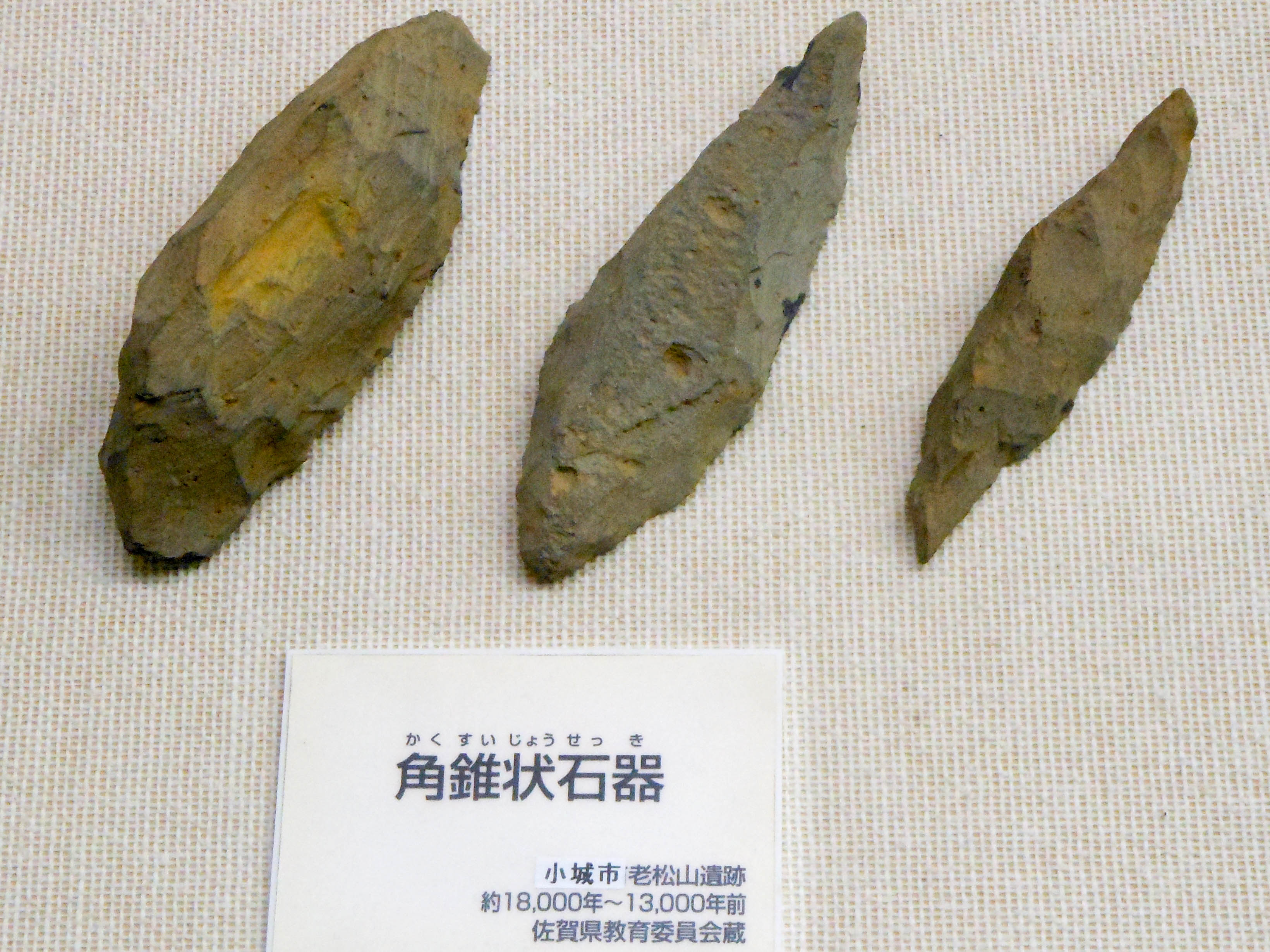
角錐状石器3点・旧石器時代後期-縄文時代前期・老松山遺跡
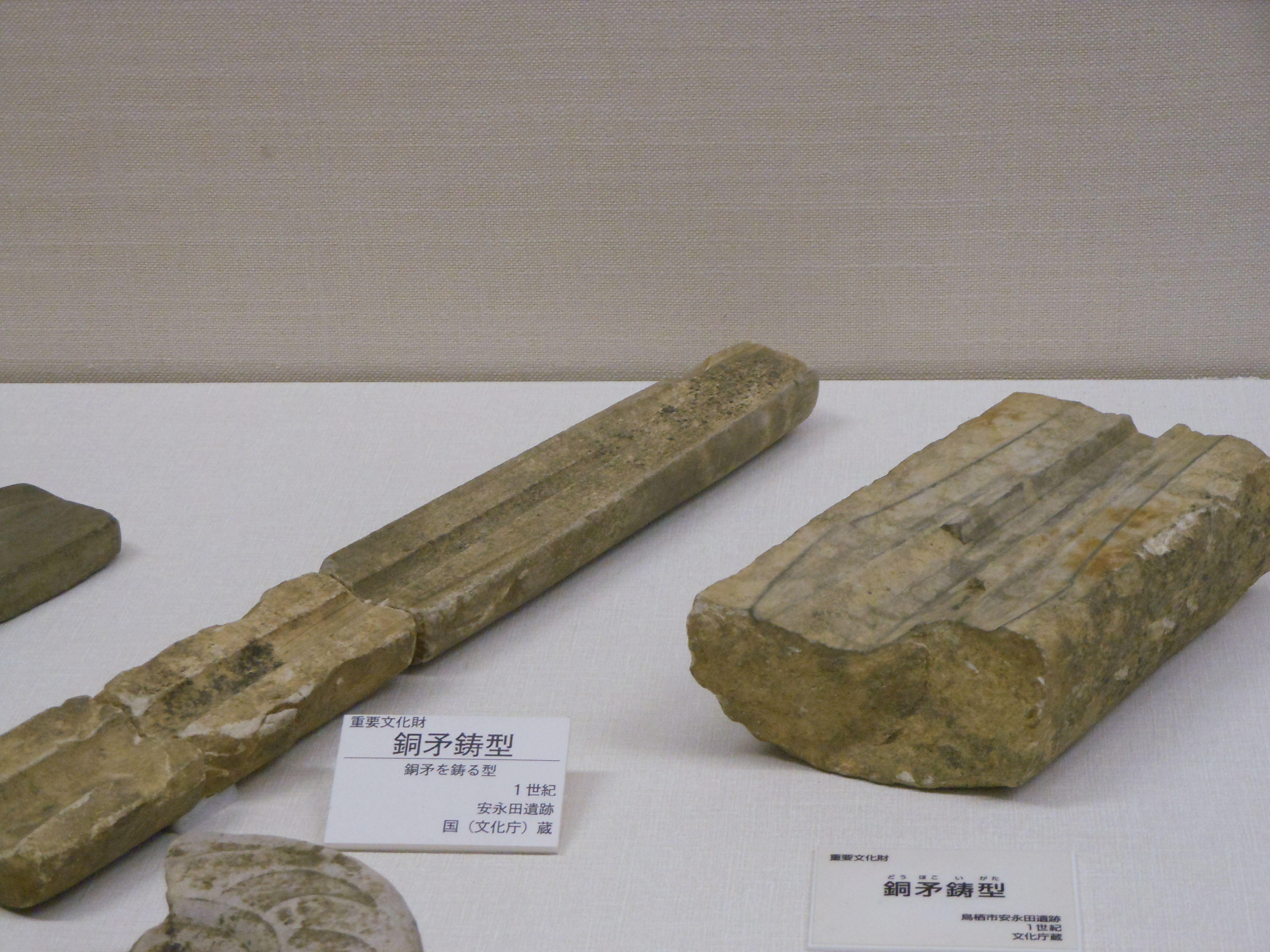
銅矛鋳型2点・1世紀・安永田遺跡（国の重要文化財）
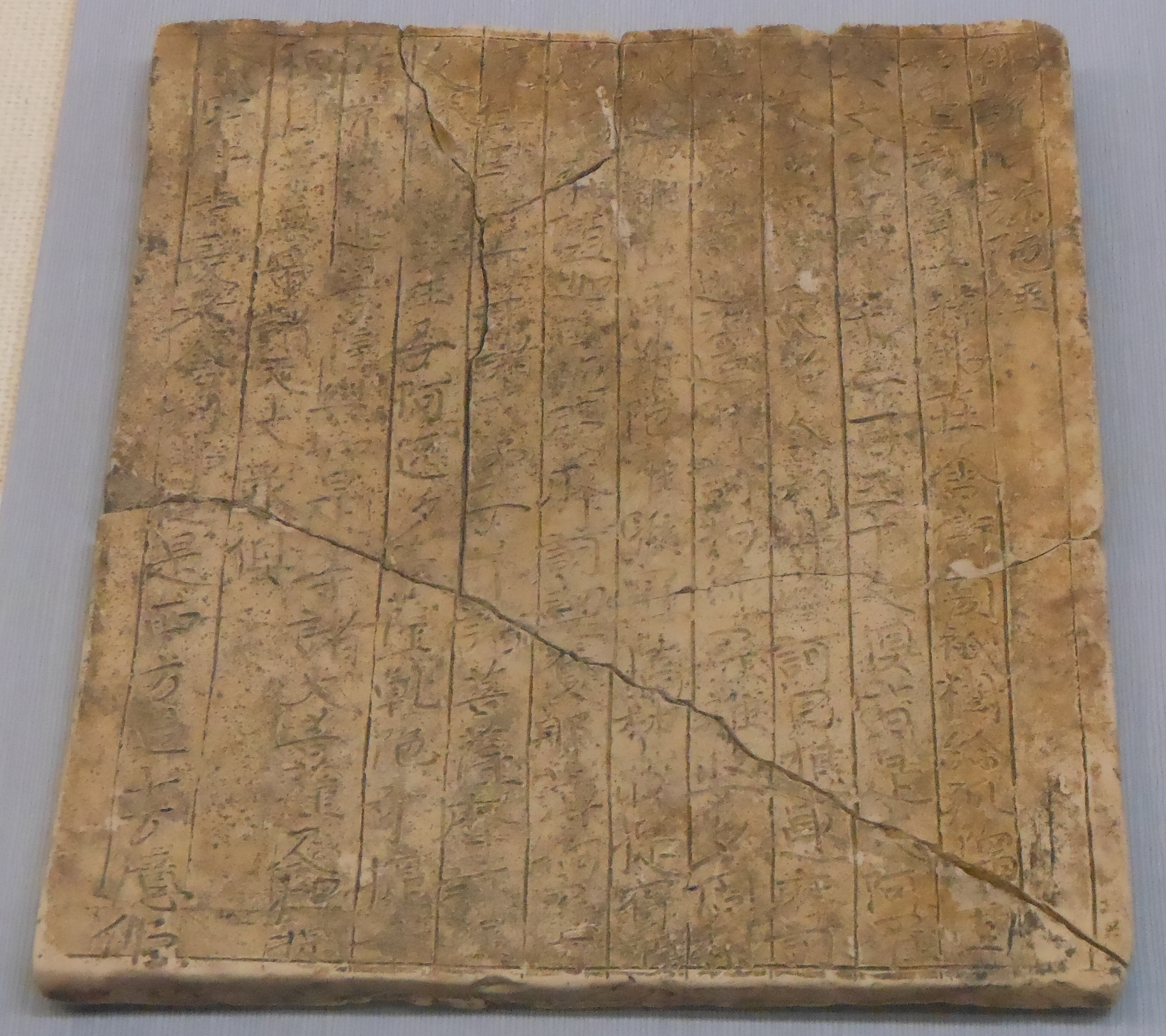
瓦経「阿弥陀経」・1114年・肥前築山経塚（国の重要文化財）
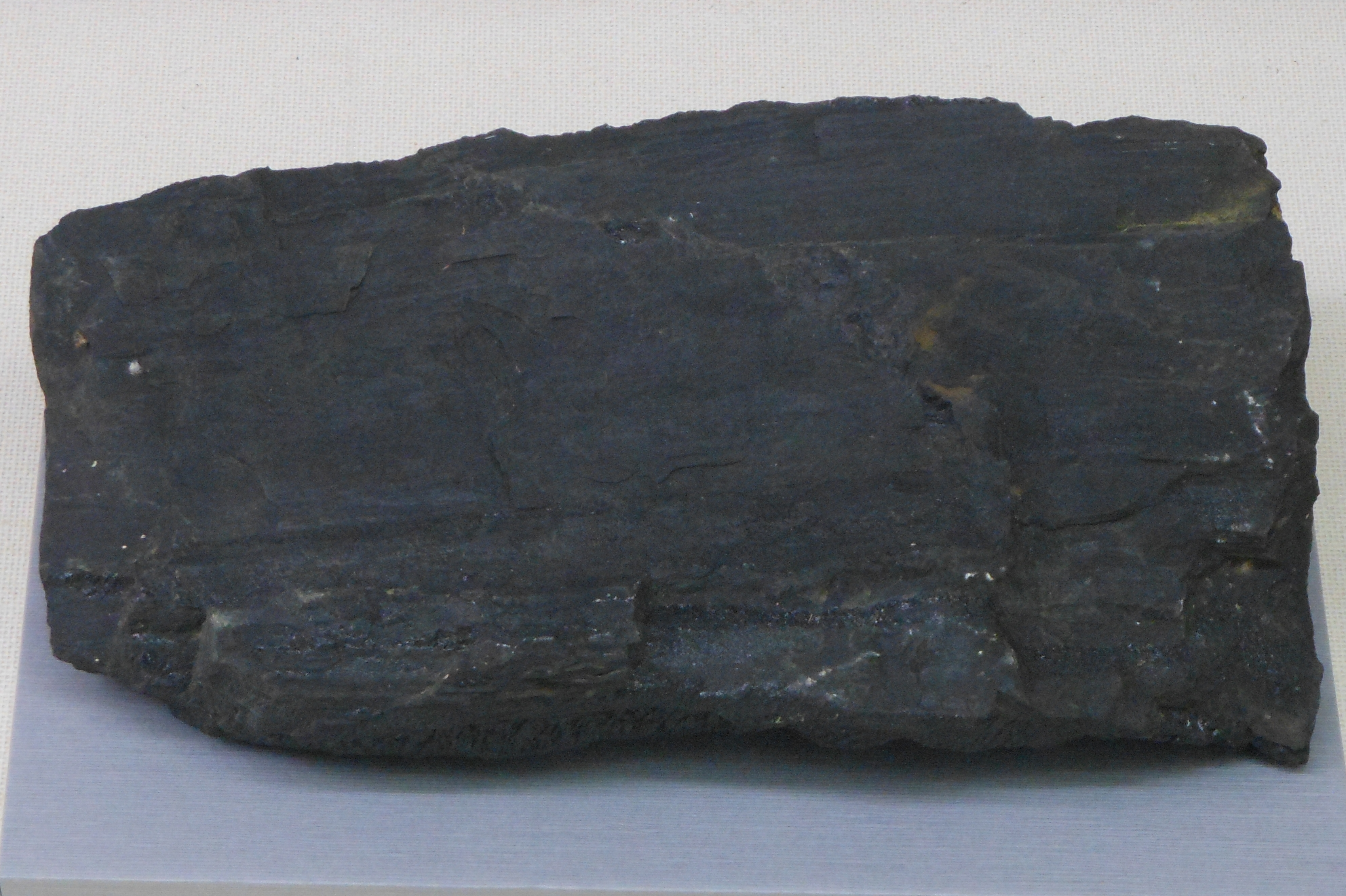
西杵炭鉱で採掘された最後の石炭
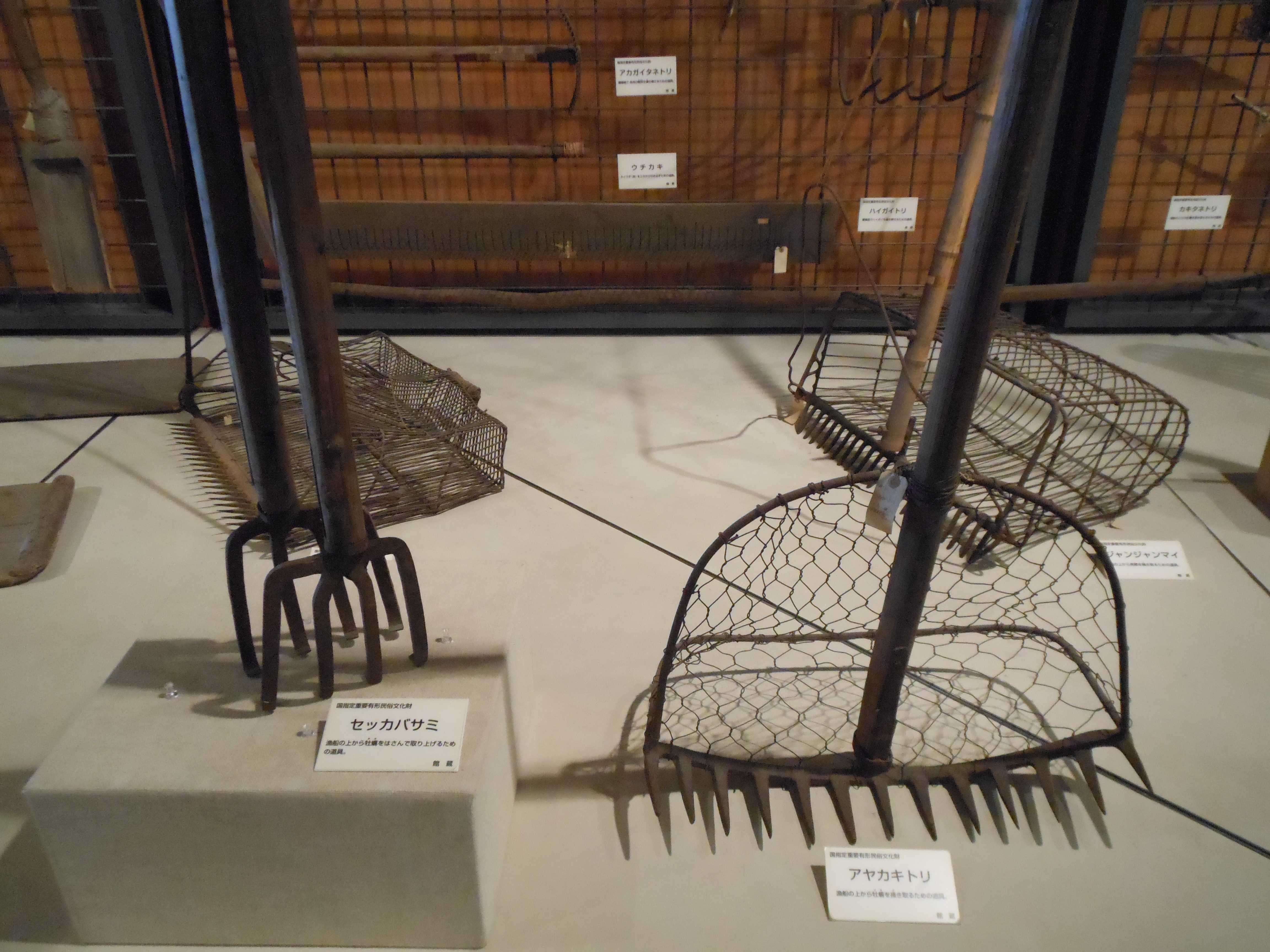
有明海漁撈用具（国の重要有形民俗文化財）
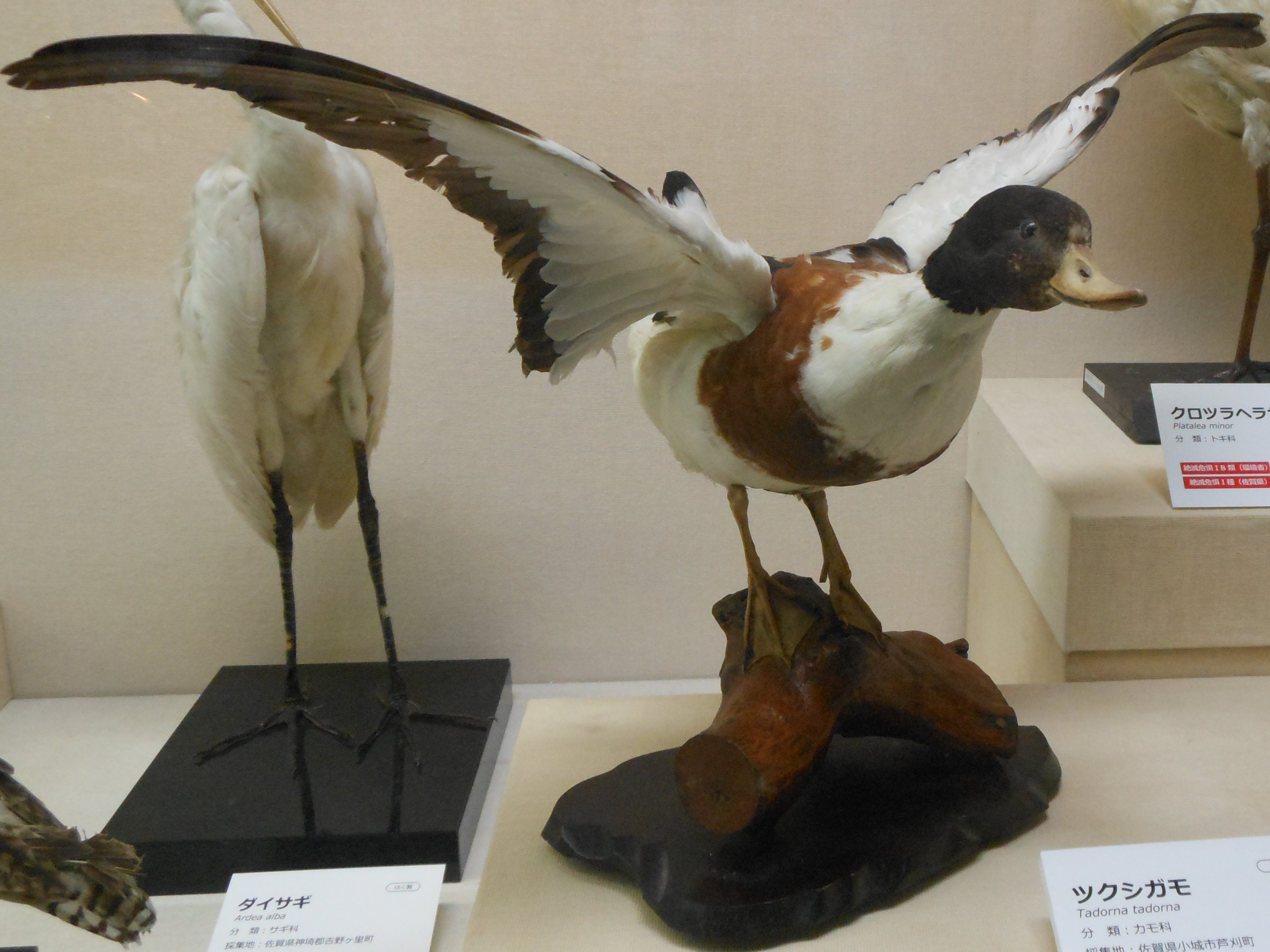
ツクシガモ剥製標本

収蔵品の画像や概要はSAGAデジタルミュージアムのwebページにて検索・閲覧できる。

## 施設
茶室
博物館の南側、佐賀城の南堀に面した公園内には茶室「清恵庵」がある。堀口捨已の設計で、佐賀市出身の市村清の遺志を受けて夫人の市村幸恵により県に寄贈され、1973年（昭和48年）10月10日に完成した。有料で貸し出しが行われている。

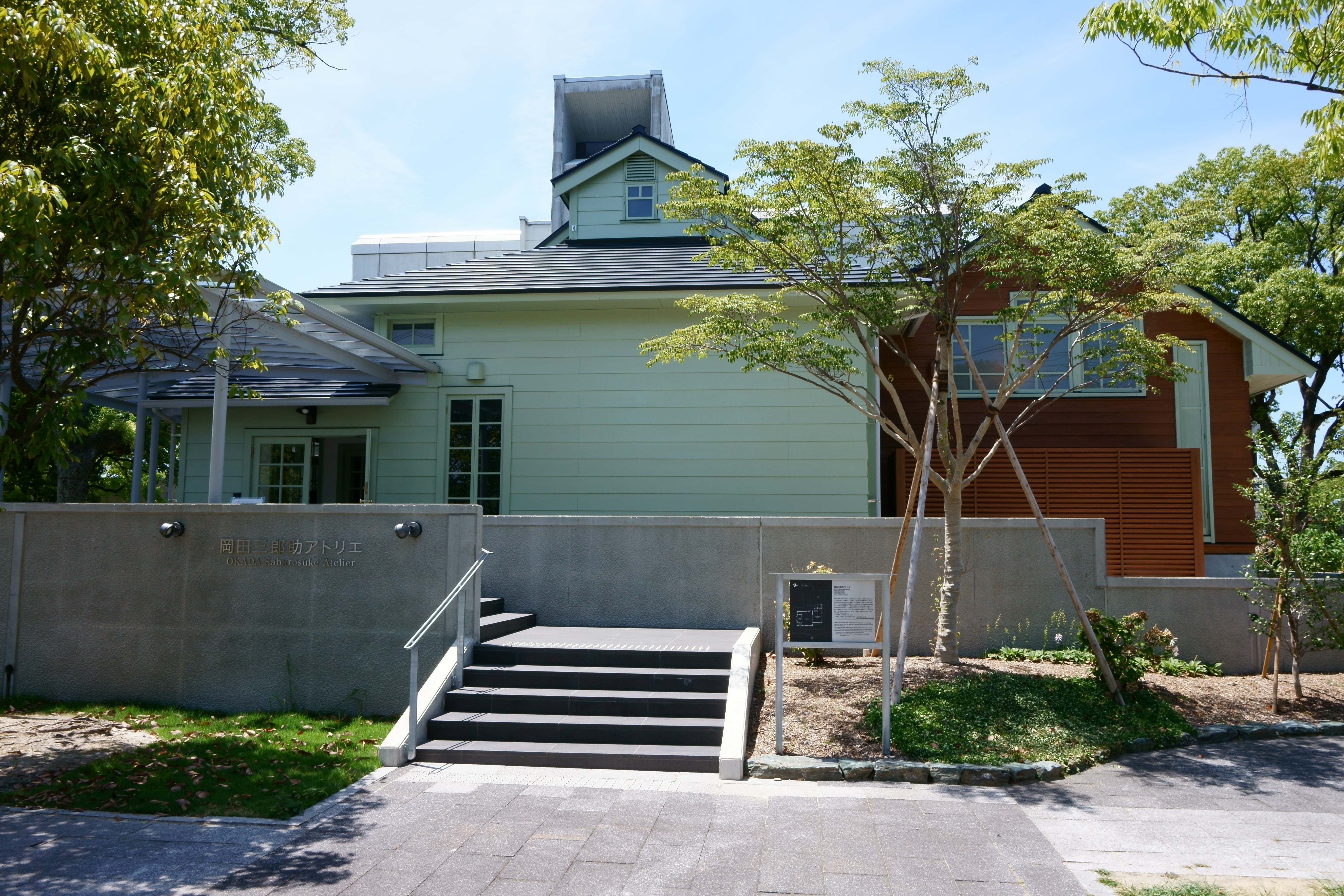
岡田三郎助アトリエ
県出身の近代洋画家で隣接する美術館に常設展示室がある岡田三郎助が設けたアトリエ・応接室と「女子洋画研究所」を2018年に移築したもの。明治終わりから大正に建てられた木造洋風建築。アトリエと女子洋画研究所は撮影やイベント等での貸し出しを行っている。

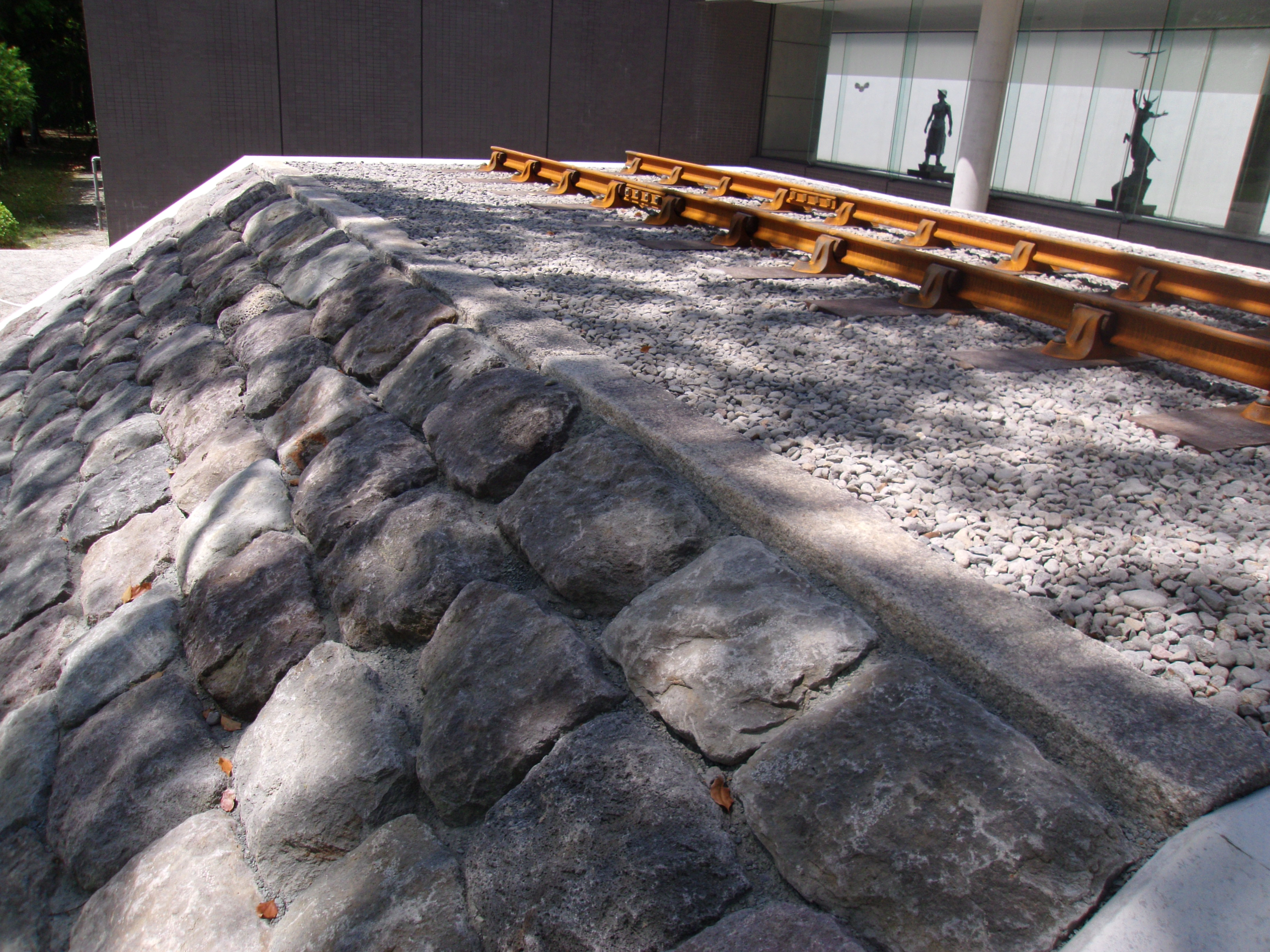
高輪築堤再現展示
2020年に東京都港区の高輪ゲートウェイ駅駅前開発工事に伴い発見された日本初の鉄道路線施設高輪築堤の一部が、鉄道敷設に尽力した大隈重信ゆかりの地として佐賀に移築されることになり、博物館敷地内に再現展示（屋外展示）され、2022年4月15日に公開が始まった。
施設貸出
2号・3号展示室は、通常時は常設展が行われているが、企画展などへの貸し出しを行っている。
カフェ
博物館本館1階にはミュージアムカフェ「cafe TRES」があり、飲食や休憩が可能。博物館と同じ時間帯に営業している。

## 指定文化財

### 重要文化財（国指定）
- 佐賀県吉野ヶ里遺跡墳丘墓出土品（日本国（文化庁）所有）
- 佐賀県安永田遺跡出土鎔笵 弥生時代（日本国（文化庁）所有）
- 佐賀県柚比本村遺跡墳墓出土品 弥生時代（日本国（文化庁）所有）
- 銅矛 12口 佐賀県北茂安町（現・みやき町）検見谷出土（日本国（文化庁）所有）
- 肥前唐津桜馬場出土品（佐賀県所有）
- 佐賀県二塚山古墳出土品（佐賀県所有）
- 舟形石棺 佐賀市久保泉町熊本山古墳出土（佐賀市所有）
- 佐賀県築山経塚出土瓦経 229枚（附：鉄刀子3口）（佐賀市所有）

### 重要有形民俗文化財（国指定）
- 有明海漁撈用具 293点（佐賀県所有）

## 基礎データ

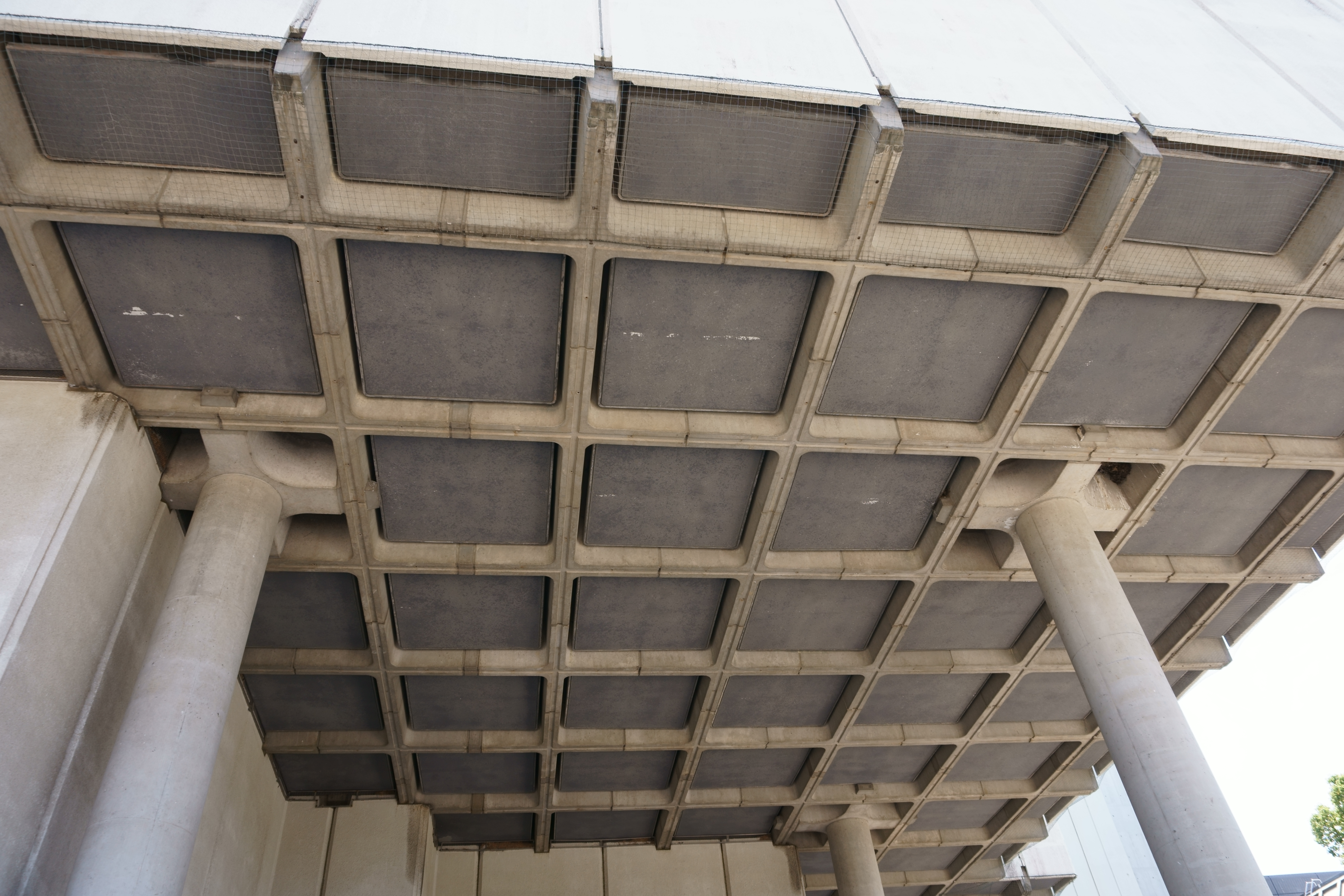
出入口の上にせり出す2階部分。床を支える横材や柱は十字型のコンクリート。

### 所在地
佐賀県佐賀市城内1-15-23

### 開館時間
9:30 - 18:00。

### 休館日
月曜日・年末（12月29日 - 12月31日）

### 観覧料
観覧料は無料。企画展の期間中に限り、有料（料金はその都度異なる。なお、高校生以下および身障者・介助者は無料）。

### 交通
- JR九州長崎本線佐賀駅より徒歩30分・タクシーで11分[17]。
- JR九州長崎本線佐賀駅より佐賀市営バスで15分（「博物館前」で下車、徒歩1分）[17]
  - 路線 : 佐賀駅バスセンター1番のりば・（準急）佐賀空港線、同3番のりば・24系統平松循環線、同3番のりば・25系統広江・和崎線のいずれか[17]。
- 西九州自動車道佐賀大和インターチェンジより自動車で25分[17]

博物館東側駐車場として39台（うち身障者用2台）収容の駐車場があり、美術館側の駐車場も利用可（計114台）。駐車場も利用は無料。なお、利用時間は9:00 - 20:00（美術館側は7:00 - 21:00）。

### 建物
本館の建物は3階建ての鉄筋コンクリート造で、1970年7月1日に竣工した。外観形状、天井、階段の配置など十字型をベースにした設計。十字型のプレキャストコンクリートを基本単位（グリッド）としてこれを多数連結していくプレグリッド・システムと呼ばれる構造。高橋靗一（第一工房）と内田祥哉による設計、住友建設・松尾建設による施工で、1971年（昭和46年）には日本建築学会賞（作品賞）（受賞者:高橋靗一・内田祥哉）を受賞した。
2003年にはDOCOMOMO JAPAN選定 日本におけるモダン・ムーブメントの建築に選定されている。